# Rolesville
Rolesville es un pueblo ubicado en el Condado de Wake en el estado estadounidense de Carolina del Norte. Según las estimaciones del año 2008 tenía una población de 2.844 habitantes y una densidad poblacional de 215.2 personas por km².

## Geografía
Rolesville se encuentra ubicado en las coordenadas 35°55′26″N 78°27′40″O / 35.92389, -78.46111.

## Demografía
Según la Oficina del Censo en 2000 los ingresos medios por hogar en la localidad eran de $46.838, y los ingresos medios por familia eran $57.813. Los hombres tenían unos ingresos medios de $41.932 frente a los $24.018 para las mujeres. La renta per cápita para la localidad era de $21.092. Alrededor del 10.9% de las familias y del 12.5% de la población estaban por debajo del umbral de pobreza.